# 普通夜鹰
普通夜鹰（学名：[Caprimulgus jotaka] 错误：{{Lang}}：文本有斜体标记（帮助）），也称灰夜鷹，是夜鹰目夜鹰科的一种鸟类。

## 特征
普通夜鹰体重约91.59克，翼长约203.4毫米，嘴峰长约22.1毫米，喙宽度约5.1毫米，喙厚度约3.4毫米，跗蹠长约13毫米，尾长约130.6毫米。普通夜鹰在其分布区内为留鸟，其栖息在半开放的高大树木组成的森林中，食性为肉食性，主要食物来源是陆生无脊椎动物。

## 亚种
- [C. j. hazarae] 错误：{{Lang}}：文本有斜体标记（帮助）：分布于巴基斯坦东北部至孟加拉国、中国南部、缅甸和马来半岛。该亚种的模式产地在巴基斯坦。[4]
- [C. j. jotaka] 错误：{{Lang}}：文本有斜体标记（帮助）：分布于西伯利亚东南部至中国东部、日本和韩国；越冬于大巽他群岛。[5]